# Александр Рода-Рода
Александр Рода-Рода (нем. Alexander Roda Roda, настоящее имя — Шандор Фридрих Розенфельд (чеш. Šandor Friedrich Rosenfeld); 13 апреля 1872 — 20 августа 1945) — австрийский писатель, драматург и журналист, военный корреспондент, автор юмористических рассказов и комедийных пьес.

## Биография
Шандор Фридрих Розенфельд родился 13 апреля 1872 года в Дрновице, Моравия, Австро-Венгрия (в настоящее время — Чехия) в семье Леопольда Розенфельда, полицейского и землевладельца еврейского происхождения. Его сестра — известный врач Гизела Янушевска. Ещё будучи ребёнком, Шандор вместе с семьёй переехал в Славонию, где отец получил должность управляющего поместьем. Учился в школах Осиека, Кромержижа и Градиште. По окончании школы в 1890 году поступил на юридический факультет Венского университета, однако через год оставил учёбу, чтобы начать военную карьеру, для чего в 1894 году сменил вероисповедание, перейдя из иудаизма в католичество.
В 1899 году германизировал собственное имя в Александр, а фамилию изменил на Рода-Рода. По-хорватски слово «roda» означает «аист». Будущий писатель выбрал новую фамилию, потому что на дымоходе его дома в Эссеге (ныне Осиек) поселилась семья аистов. В 1902 году Рода-Рода уволился с военной службы, чтобы заняться журналистской деятельностью. С 1904 года выступал в кабаре с юмористическими миниатюрами о службе в армии. Запоминающимися деталями его концертного костюма были красный жилет и монокль в правом глазу. Нередко вступал в романтические отношения с танцовщицами кабаре и актрисами, пока не выбрал постоянную спутницу - Анну фон Цеппелин, которая родила ему дочь Дану.
Он участвовал в Первой мировой войне в качестве военного корреспондента. Много писал для немецкого сатирического журнала «Симплициссимус». В 1938 году эмигрировал в США.
Первые шаги в литературе предпринял в 1900 году, когда вместе с сестрой Марией написал пьесу Der wilde Milan. В том же году были опубликованы первые юморески писателя в журнале «Симплициссимус». Перу Александра Рода-Рода принадлежит несколько комедий, в том числе Der König von Crucina (1892) и Bubi (1912, в соавторстве с Густавом Майринком), повести и романы, в том числе Soldatengeschichten (1904, в двух частях),  Der Ehegarten (1913), Der Schnaps, der Rauchtabak und die verfluchte Liebe (1908), Die Panduren (1935), автобиографические книги Irrfahrten eines Humoristen 1914—1919 (1920), Roda Rodas Roman (1925).
Писатель умер в Нью-Йорке, но до конца жизни считал своим родным городом Эссег (Осиек), в котором жил и работал более 30 лет.

## Библиография

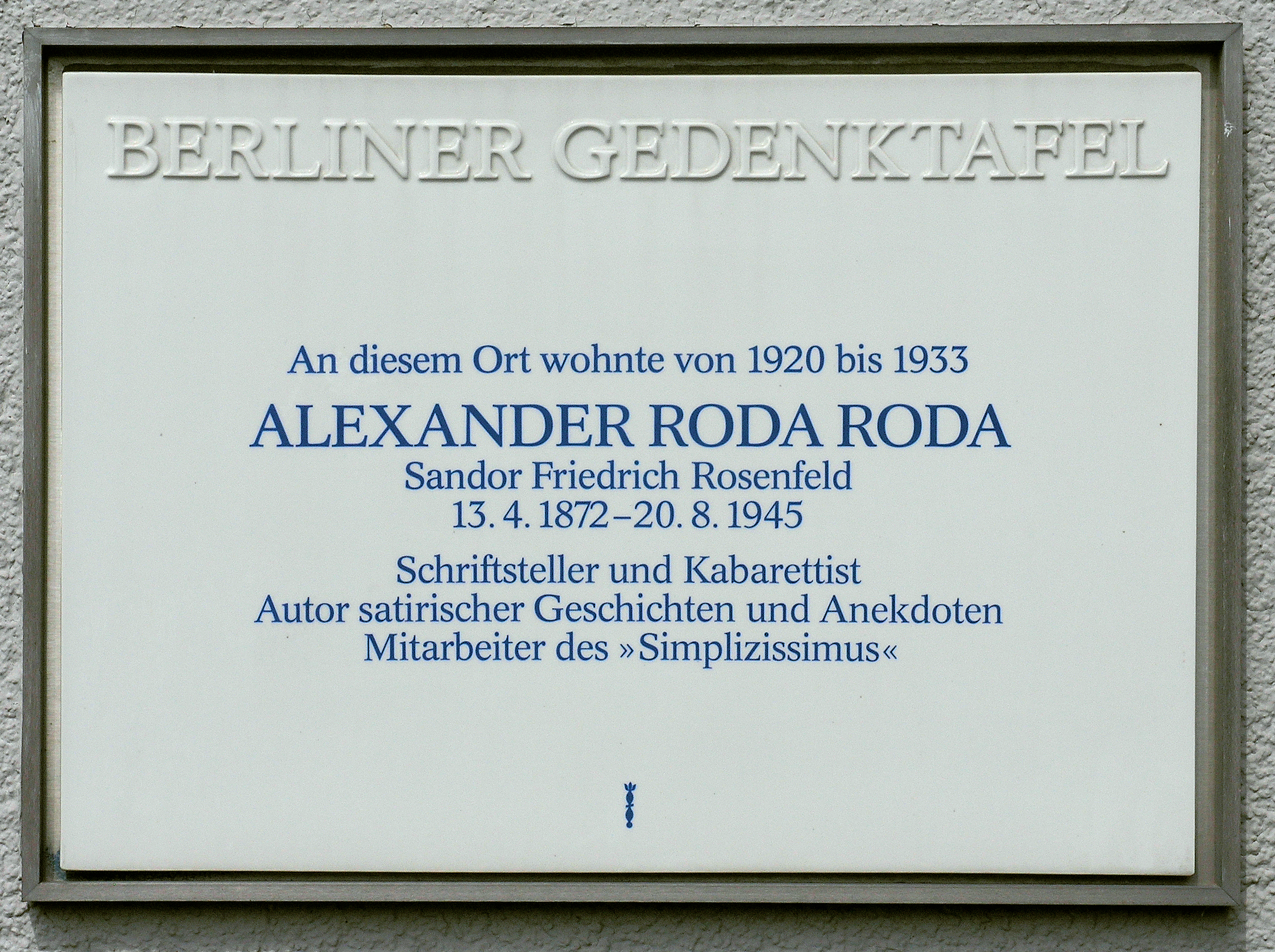
Мемориальная доска в Берлине